# Rümikon Challenger
Il Rümikon Challenger è stato un torneo professionistico di tennis giocato su campi in terra rossa. Faceva parte dell'ATP Challenger Series. Si giocava annualmente a Rümikon in Svizzera.

## Albo d'oro

### Singolare
| Anno | Campione        | Finalista       | Punteggio     |
| ---- | --------------- | --------------- | ------------- |
| 1988 | Jaroslav Bulant | Roland Stadler  | 6–3, 6–7, 6–2 |
| 1989 | Markus Zoecke   | Francisco Yunis | 6–2, 6–2      |

### Doppio
| Anno | Campioni                  | Finalisti                           | Punteggio     |
| ---- | ------------------------- | ----------------------------------- | ------------- |
| 1988 | Jan Apell Veli Paloheimo  | András Lányi László Markovits       | 7–5, 6–7, 6–3 |
| 1989 | Libor Pimek Markus Zoecke | Russell Barlow Harald Rittersbacher | 6–3, 6–4      |